# آلپو لینتامو
آلپو لینتامو (فنلاندی: Alpo Lintamo; ۱۹ مارس ۱۹۳۳ – ۱۸ ژانویهٔ ۲۰۱۴) بازیکن فوتبال اهل فنلاند بود.
وی همچنین در تیم ملی فوتبال فنلاند بازی کرده‌است.